# Mitsubishi APWR
Mitsubishi APWR (APWR - advanced pressurized water reactor - napredni tlačnovodni reaktor) je tlačnovodni reaktor III. generacije, ki ga je razvilo japonsko podjetje Mitsubishi Heavy Industries (MHI). APWR je bolj napreden in varen od predhodnikov. Reaktor uporablja reflektor nevtronov ter pasivne in aktivne sisteme za povečanje varnosti.
Električna moč reaktorja je 1538 MWe, pri verziji APWR+ pa 1700 MWe. Toplotna moč reaktorja je 4451 MWt. Reaktor ima 257 gorivnih elementov. APWR+ reaktor bo imel možnost delovanja s MOX gorivom - lahko v celoti ali pa samo deloma.
Dva 1538 MW reaktorja sta v fazi gradnje v jedrski elektrani Tsuruga in naj bi začela obratovari leta 2017 in 2018. Več reaktorjev v ZDA je predlaganih.